# Eckerö Line
Eckerö Line ist eine finnische Reederei mit Hauptsitz in Mariehamn, die mit zwei Fährschiffen im Linienverkehr zwischen Estland und Finnland tätig ist und zum Eckerö-Konzern, der aus der Muttergesellschaft Rederiaktiebolaget Eckerö und den Reedereien Eckerö Linjen, Eckerö Line, Eckerö Shipping und der Linienbus-Gesellschaft Williams Buss besteht, gehört.

## Strecken und Flotte

### Routen und eingesetzte Schiffe
| Schiff      | Bild | Schiffstyp   | Baujahr | Im Dienst bei Eckerö Line | Vermessung | Passagiere | Geschwindigkeit in Knoten | Route              | Flagge   |
| ----------- | ---- | ------------ | ------- | ------------------------- | ---------- | ---------- | ------------------------- | ------------------ | -------- |
| Finlandia   |      | Fähre        | 2001    | seit 2012                 | 36.365 BRZ | 2.080      | 27,0                      | Helsinki – Tallinn | Finnland |
| Finbo Cargo |      | RoPax-Schiff | 2000    | seit 2019                 | 22.152 BRZ | 366        | 22,5                      | Vuosaari – Muuga   | Finnland |

### Ehemalige Schiffe
- Translandia, 2013 verkauft, 2014 in Alang verschrottet
- Nordlandia, im Juni 2013 verkauft
- Elbag
- Apollo
- Alandia (I)
- Roslagen
- Eckerö
- Rospiggen (I)
- Rospiggen (II)
- Roslagen
- Alandia (II)
- Alpha[2]

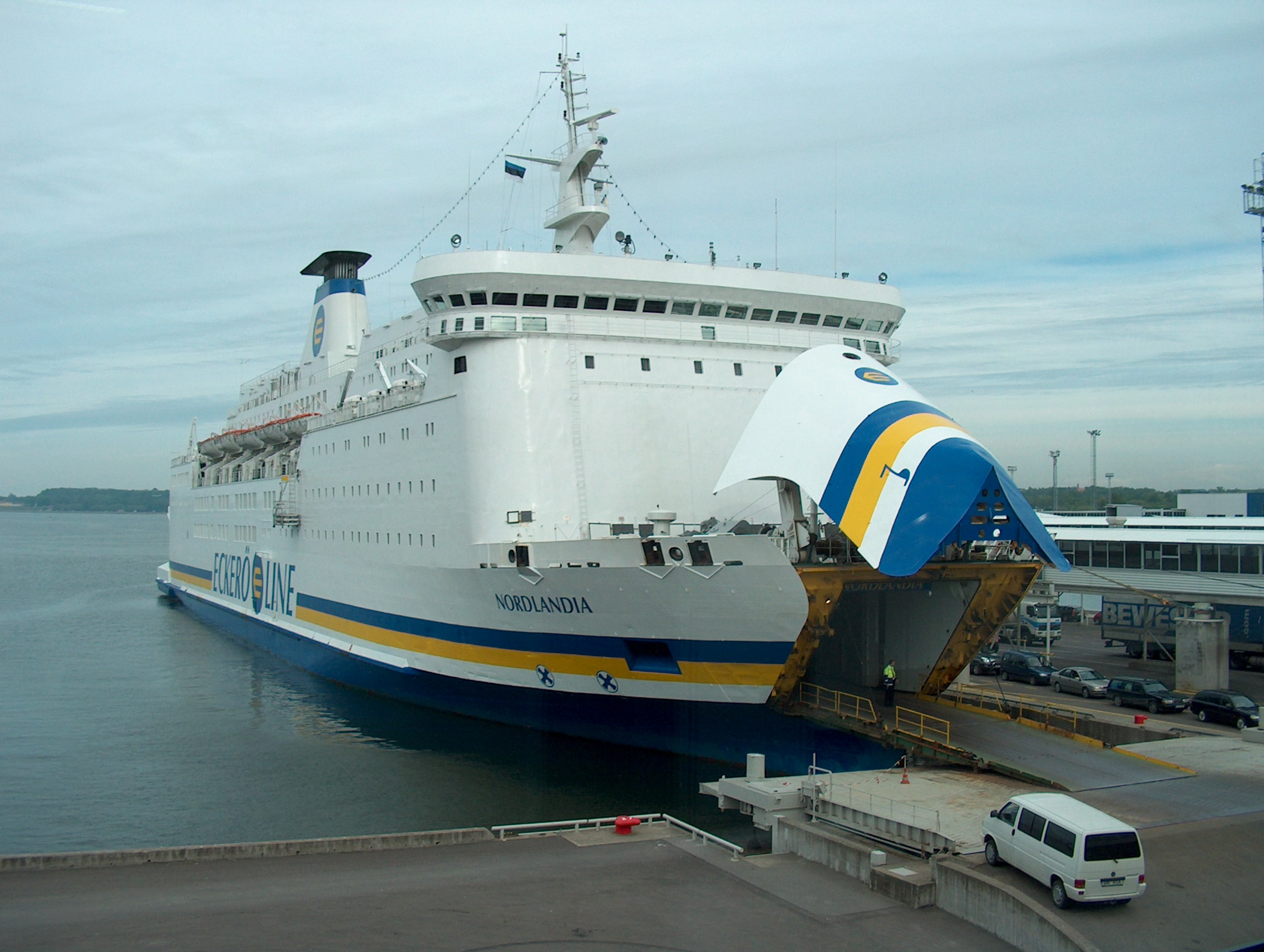
Die Nordlandia mit offenem Bugvisier
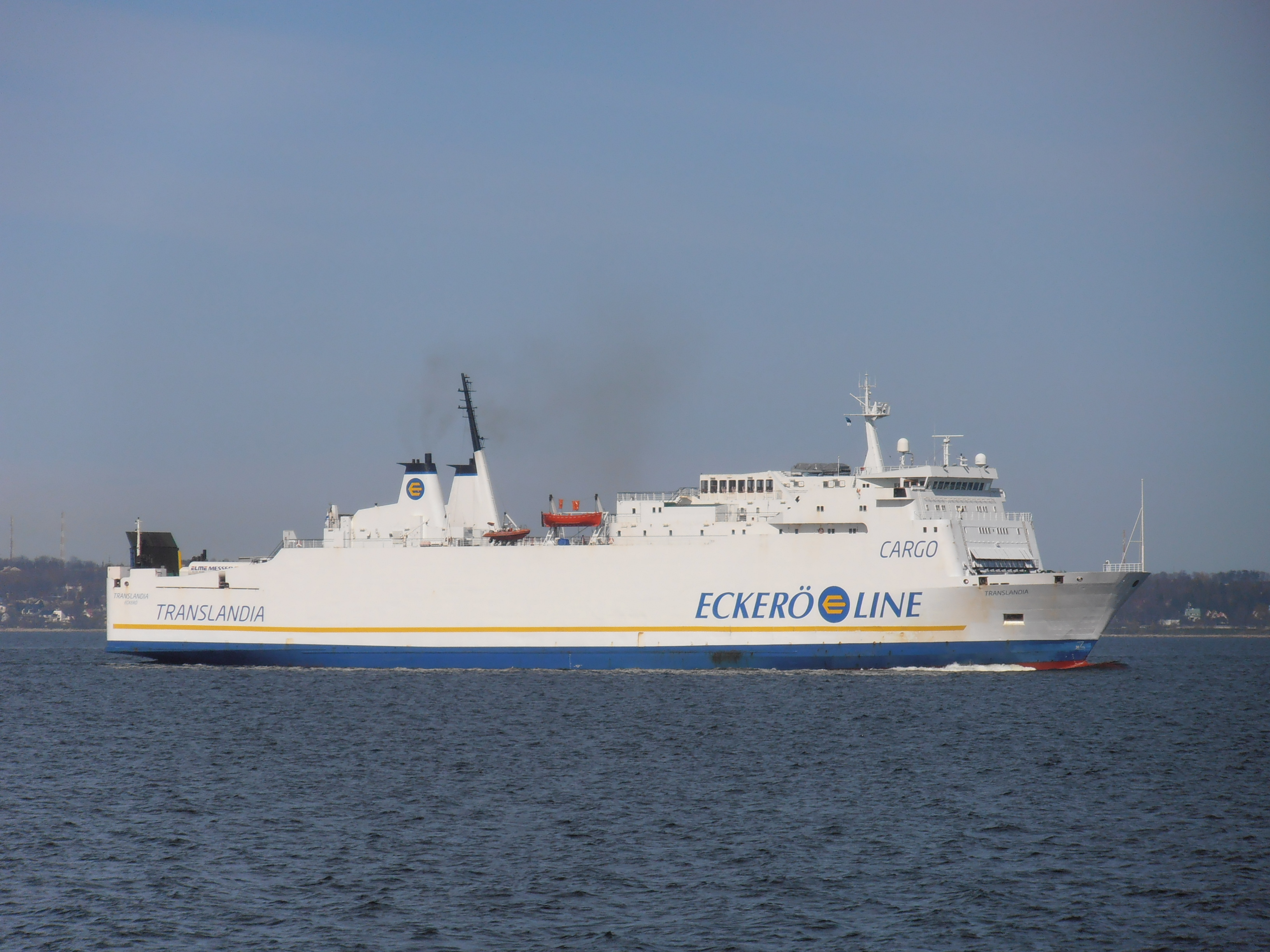
Die Translandia vor Tallinn einlaufend
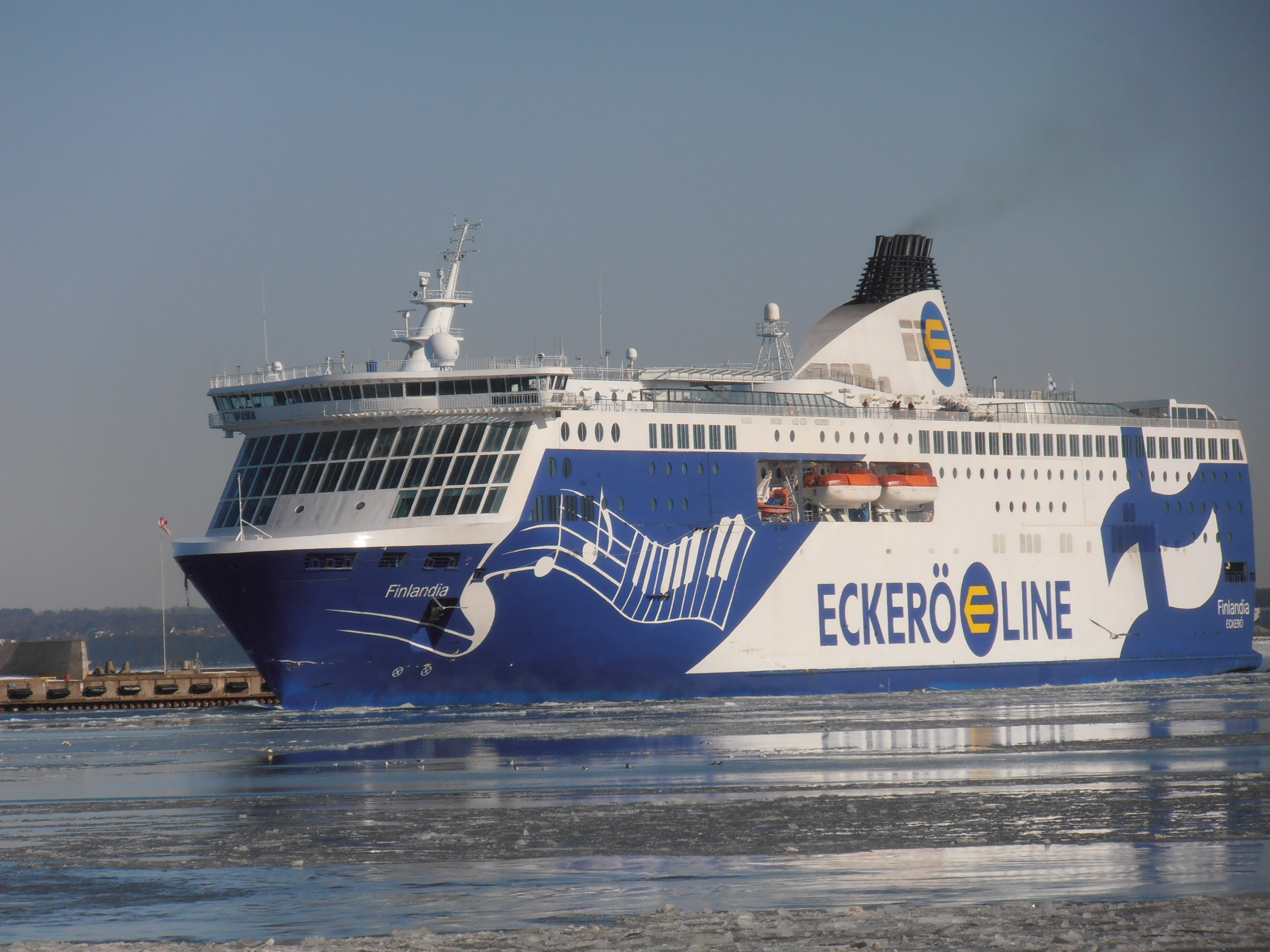
Die Finlandia in Tallinn
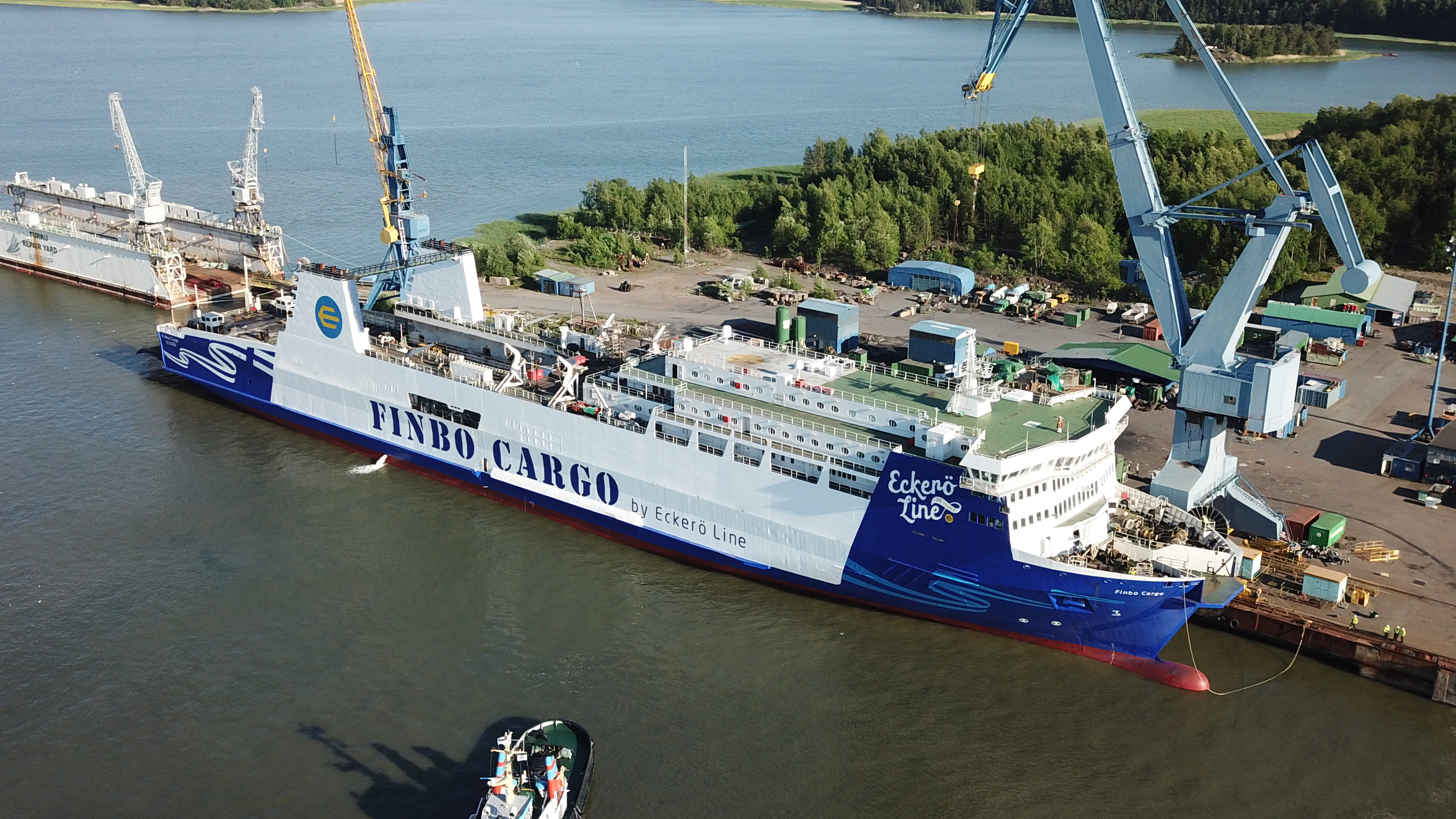
Die Finbo Cargo in Naantali (Turku Repair Yard)